# Llau de les Collades (Orcau)
La llau de les Collades, després barranc de les Collades, és una llau que neix en el terme de Conca de Dalt, al Pallars Jussà, dins de l'antic terme d'Hortoneda de la Conca, en l'àmbit de l'antiga caseria del Mas de Vilanova, i aviat passa al terme municipal d'Isona i Conca Dellà, a l'antic terme d'Orcau, en l'àmbit del poble de Basturs.
Es forma a les Collades de Baix, al vessant sud-oriental de la serra de Sant Corneli i aviat va rebent d'altres llaus, de manera que creix i es transforma en el barranc de les Collades. S'aboca en la llau de la Vall d'en Pere